# Damernas turnering i volleyboll vid olympiska sommarspelen 2020
Damernas turnering i volleyboll vid olympiska sommarspelen 2020 spelades mellan den 25 juli och 8 augusti 2021 i Tokyo i Japan. 
De 12 lagen delades upp i två grupper om sex lag i varje grupp. De fyra främsta i varje grupp gick vidare till utslagsspelet där kvartsfinaler, semifinaler, bronsmatch och final avgjordes.
Turneningen organiserades av sportens internationella organ, FIVB, tillsammans med IOC. Ursprungligen var den planerad att spelas mellan den  26 juli och 9 augusti 2020, men p.g.a. Covid-19-pandemin så tillkännagav IOC och Tokyos organisationskommitté den 24 mars 2020 att sommarspelen skulle skjutas upp till 2021. På grund av pandemin spelades alla matcher utan publik.
USA vann för första gången turneringen, genom att i finalen vinna över Brasilien med 3-0. Tidigare hade USA tre silvermedaljer som bäst Serbien tog brons genom en seger över Sydkorea i matchen om tredjepris.

## Spelschema
| P | Gruppspel | ¼ | Kvartsfinaler | ½ | Semifinaler | B | Match om tredjepris | F | Final |

| Sön 25 | Mån 26 | Tis 27 | Ons 28 | Tor 29 | Fre 30 | Lör 31 | Sön 1 | Mån 2 | Tis 3 | Ons 4 | Ons 4 | Tor 5 | Tor 5 | Fre 6 | Fre 6 | Lör 7 | Sön 8 | Sön 8 |
| ------ | ------ | ------ | ------ | ------ | ------ | ------ | ----- | ----- | ----- | ----- | ----- | ----- | ----- | ----- | ----- | ----- | ----- | ----- |
| P      |        | P      |        | P      |        | P      |       | P     |       | ¼     | ¼     |       |       | ½     | ½     |       | B     | F     |

## Gruppsammansättning
Lagen seedades enligt ett serpentinsystem baserat på FIVB:s World Ranking den 29 september 2019. FIVB reserverade sig rätten att placera värdlandet främst i grupp A, oavsett ranking.
| Grupp A                      | Grupp B        |
| ---------------------------- | -------------- |
| Japan (Värd, 7)              | Kina (1)       |
| Serbien (3)                  | USA (2)        |
| Brasilien (4)                | Ryssland (5)   |
| Sydkorea (9)                 | Italien (8)    |
| Dominikanska republiken (10) | Argentina (11) |
| Kenya (19)                   | Turkiet (12)   |

## Arena
| Alla matcher      |
| ----------------- |
| Tokyo, Japan      |
| Ariake Arena      |
| Kapacitet: 15 000 |
|                   |

## Format
Gruppspelet bestod av tolv lag uppdelade i två grupper om sex lag. Alla lag i samma grupp mötte alla andra lag i gruppen i en match. De fyra högst placerade lagen gick vidare till slutspel (kvartsfinal). Alla slutspelsmöten bestod av en direkt avgörande match.

### Gruppranking
Lagens slutplacering i gruppen bestämdes av i tur och ordning:
1. Antal vunna matcher
2. Matchpoäng
3. Setkvot
4. Bollpoängkvot
5. Result av sista inbördes match(er) mellan lag med samma ranking efter ovanstående steg

Match vunnen med 3–0 eller 3–1: 3 poäng till vinnaren, 0 poäng till förloraren

Match vunnen med 3–2: 2 poäng till vinnaren, 1 poäng till förloraren

### Domare
Följande domare blev utvalda för turneringen:

- Hernán Casamiquela
- Paulo Turci
- Liu Jiang
- Denny Cespedes
- Fabrice Collados
- Daniele Rapisarda
- Shin Muranaka
- Sumie Myoi
- Luis Macias
- Wojciech Maroszek
- Evgeni Makshanov
- Vladimir Simonović
- Juraj Mokrý
- Kang Joo-hee
- Susana Rodríguez
- Hamid Al-Rousi
- Patricia Rolf

## Gruppspel
- Alla tider är Japan Standard Time (UTC+09:00).[10]
- De fyra främsta lagen i varje grupp kvalificerade sig för kvartsfinal.

### Grupp A
| Pos | Lag                     | M | V | F | P  | SV | SF | SK    | BV  | BF  | BK    | Kvalificering |
| --- | ----------------------- | - | - | - | -- | -- | -- | ----- | --- | --- | ----- | ------------- |
| 1   | Brasilien               | 5 | 5 | 0 | 14 | 15 | 3  | 5,000 | 434 | 315 | 1,378 | Kvartsfinaler |
| 2   | Serbien                 | 5 | 4 | 1 | 12 | 13 | 3  | 4,333 | 381 | 313 | 1,217 | Kvartsfinaler |
| 3   | Sydkorea                | 5 | 3 | 2 | 7  | 9  | 10 | 0,900 | 374 | 415 | 0,901 | Kvartsfinaler |
| 4   | Dominikanska republiken | 5 | 2 | 3 | 8  | 10 | 10 | 1,000 | 411 | 406 | 1,012 | Kvartsfinaler |
| 5   | Japan (H)               | 5 | 1 | 4 | 4  | 6  | 12 | 0,500 | 378 | 395 | 0,957 |               |
| 6   | Kenya                   | 5 | 0 | 5 | 0  | 0  | 15 | 0,000 | 242 | 376 | 0,644 |               |

| 25 juli 2021 | Serbien               | 3–0 | Dominikanska republiken | Ariake Arena, Tokyo |
| 25 juli 2021 | (25–18, 25–12, 25–20) |     |                         | Ariake Arena, Tokyo |

| 25 juli 2021 | Japan                 | 3–0 | Kenya | Ariake Arena, Tokyo |
| 25 juli 2021 | (25–15, 25–11, 25–23) |     |       | Ariake Arena, Tokyo |

| 25 juli 2021 | Brasilien             | 3–0 | Sydkorea | Ariake Arena, Tokyo |
| 25 juli 2021 | (25–10, 25–22, 25–19) |     |          | Ariake Arena, Tokyo |

| 27 juli 2021 | Japan                 | 0–3 | Serbien | Ariake Arena, Tokyo |
| 27 juli 2021 | (23–25, 16–25, 24–26) |     |         | Ariake Arena, Tokyo |

| 27 juli 2021 | Brasilien                           | 3–2 | Dominikanska republiken | Ariake Arena, Tokyo |
| 27 juli 2021 | (22–25, 25–17, 25–13, 23–25, 15–12) |     |                         | Ariake Arena, Tokyo |

| 27 juli 2021 | Sydkorea              | 3–0 | Kenya | Ariake Arena, Tokyo |
| 27 juli 2021 | (25–14, 25–22, 26–24) |     |       | Ariake Arena, Tokyo |

| 29 juli 2021 | Sydkorea                            | 3–2 | Dominikanska republiken | Ariake Arena, Tokyo |
| 29 juli 2021 | (25–20, 17–25, 25–18, 15–25, 15–12) |     |                         | Ariake Arena, Tokyo |

| 29 juli 2021 | Serbien               | 3–0 | Kenya | Ariake Arena, Tokyo |
| 29 juli 2021 | (25–21, 25–11, 25–20) |     |       | Ariake Arena, Tokyo |

| 29 juli 2021 | Japan                 | 0–3 | Brasilien | Ariake Arena, Tokyo |
| 29 juli 2021 | (16–25, 18–25, 24–26) |     |           | Ariake Arena, Tokyo |

| 31 juli 2021 | Dominikanska republiken | 3–0 | Kenya | Ariake Arena, Tokyo |
| 31 juli 2021 | (25–19, 25–18, 25–10)   |     |       | Ariake Arena, Tokyo |

| 31 juli 2021 | Serbien                      | 1–3 | Brasilien | Ariake Arena, Tokyo |
| 31 juli 2021 | (20–25, 16–25, 25–23, 19–25) |     |           | Ariake Arena, Tokyo |

| 31 juli 2021 | Japan                               | 2–3 | Sydkorea | Ariake Arena, Tokyo |
| 31 juli 2021 | (19–25, 25–19, 22–25, 25–15, 14–16) |     |          | Ariake Arena, Tokyo |

| 2 augusti 2021 | Serbien               | 3–0 | Sydkorea | Ariake Arena, Tokyo |
| 2 augusti 2021 | (25–18, 25–17, 25–15) |     |          | Ariake Arena, Tokyo |

| 2 augusti 2021 | Japan                        | 1–3 | Dominikanska republiken | Ariake Arena, Tokyo |
| 2 augusti 2021 | (10–25, 23–25, 25–19, 19–25) |     |                         | Ariake Arena, Tokyo |

| 2 augusti 2021 | Brasilien            | 3–0 | Kenya | Ariake Arena, Tokyo |
| 2 augusti 2021 | (25–10, 25–16, 25–8) |     |       | Ariake Arena, Tokyo |

### Grupp B
| Pos | Lag       | M | V | F | P  | SV | SF | SK    | BV  | BF  | BK    | Kvalificering |
| --- | --------- | - | - | - | -- | -- | -- | ----- | --- | --- | ----- | ------------- |
| 1   | USA       | 5 | 4 | 1 | 10 | 12 | 7  | 1,714 | 418 | 401 | 1,042 | Kvartsfinaler |
| 2   | Italien   | 5 | 3 | 2 | 10 | 11 | 7  | 1,571 | 409 | 377 | 1,085 | Kvartsfinaler |
| 3   | Turkiet   | 5 | 3 | 2 | 9  | 12 | 8  | 1,500 | 434 | 416 | 1,043 | Kvartsfinaler |
| 4   | Ryssland  | 5 | 3 | 2 | 9  | 11 | 8  | 1,375 | 422 | 378 | 1,116 | Kvartsfinaler |
| 5   | Kina      | 5 | 2 | 3 | 7  | 8  | 9  | 0,889 | 374 | 385 | 0,971 |               |
| 6   | Argentina | 5 | 0 | 5 | 0  | 0  | 15 | 0,000 | 275 | 375 | 0,733 |               |

| 25 juli 2021 | Ryssland              | 0–3 | Italien | Ariake Arena, Tokyo |
| 25 juli 2021 | (23–25, 19–25, 14–25) |     |         | Ariake Arena, Tokyo |

| 25 juli 2021 | USA                   | 3–0 | Argentina | Ariake Arena, Tokyo |
| 25 juli 2021 | (25–20, 25–19, 25–20) |     |           | Ariake Arena, Tokyo |

| 25 juli 2021 | Kina                  | 0–3 | Turkiet | Ariake Arena, Tokyo |
| 25 juli 2021 | (21–25, 14–25, 14–25) |     |         | Ariake Arena, Tokyo |

| 27 juli 2021 | Ryssland              | 3–0 | Argentina | Ariake Arena, Tokyo |
| 27 juli 2021 | (25–19, 25–15, 25–13) |     |           | Ariake Arena, Tokyo |

| 27 juli 2021 | Kina                  | 0–3 | USA | Ariake Arena, Tokyo |
| 27 juli 2021 | (27–29, 22–25, 21–25) |     |     | Ariake Arena, Tokyo |

| 27 juli 2021 | Italien                      | 3–1 | Turkiet | Ariake Arena, Tokyo |
| 27 juli 2021 | (25–22, 23–25, 25–20, 25–15) |     |         | Ariake Arena, Tokyo |

| 29 juli 2021 | Italien               | 3–0 | Argentina | Ariake Arena, Tokyo |
| 29 juli 2021 | (25–21, 25–16, 25–15) |     |           | Ariake Arena, Tokyo |

| 29 juli 2021 | Kina                                | 2–3 | Ryssland | Ariake Arena, Tokyo |
| 29 juli 2021 | (17–25, 25–23, 25–20, 25–27, 12–15) |     |          | Ariake Arena, Tokyo |

| 29 juli 2021 | USA                                 | 3–2 | Turkiet | Ariake Arena, Tokyo |
| 29 juli 2021 | (25–19, 25–20, 17–25, 20–25, 15–12) |     |         | Ariake Arena, Tokyo |

| 31 juli 2021 | USA                   | 0–3 | Ryssland | Ariake Arena, Tokyo |
| 31 juli 2021 | (20–25, 12–25, 19–25) |     |          | Ariake Arena, Tokyo |

| 31 juli 2021 | Argentina             | 0–3 | Turkiet | Ariake Arena, Tokyo |
| 31 juli 2021 | (23–25, 20–25, 18–25) |     |         | Ariake Arena, Tokyo |

| 31 juli 2021 | Kina                  | 3–0 | Italien | Ariake Arena, Tokyo |
| 31 juli 2021 | (25–21, 25–20, 26–24) |     |         | Ariake Arena, Tokyo |

| 2 augusti 2021 | USA                                 | 3–2 | Italien | Ariake Arena, Tokyo |
| 2 augusti 2021 | (21–25, 25–16, 25–27, 25–16, 15–12) |     |         | Ariake Arena, Tokyo |

| 2 augusti 2021 | Ryssland                            | 2–3 | Turkiet | Ariake Arena, Tokyo |
| 2 augusti 2021 | (25–21, 23–25, 23–25, 25–15, 10–15) |     |         | Ariake Arena, Tokyo |

| 2 augusti 2021 | Kina                  | 3–0 | Argentina | Ariake Arena, Tokyo |
| 2 augusti 2021 | (25–15, 25–22, 25–19) |     |           | Ariake Arena, Tokyo |

## Slutspel
Det först placerade laget i varje grupp spelade mot fyran i den andra gruppen. Lottdragning användes för att bestämma om grupptvåan i en grupp skulle möta grupptvåan eller grupptrean i den andra gruppen. Lottdragningen skedde efter att alla gruppmatcher spelats.

### Slutspelsträd
|  | Kvartsfinaler           | Kvartsfinaler |           |   | Semifinaler         | Semifinaler         |  |  | Final | Final |
|  |                         |               |           |   |                     |                     |  |  |       |       |
|  | 4 augusti               |               |           |   |                     |                     |  |  |       |       |
|  |                         |               |           |   |                     |                     |  |  |       |       |
|  | Brasilien               | 3             |           |   |                     |                     |  |  |       |       |
|  | Brasilien               | 3             | 6 augusti |   |                     |                     |  |  |       |       |
|  | Ryssland                | 1             |           |   |                     |                     |  |  |       |       |
|  | Ryssland                | 1             | Brasilien | 3 |                     |                     |  |  |       |       |
|  | 4 augusti               |               | Brasilien | 3 |                     |                     |  |  |       |       |
|  |                         | Sydkorea      | 0         |   |                     |                     |  |  |       |       |
|  | Sydkorea                | Sydkorea      | 0         | 3 |                     |                     |  |  |       |       |
|  | Sydkorea                |               | 8 augusti | 3 |                     |                     |  |  |       |       |
|  | Turkiet                 | 2             |           |   |                     |                     |  |  |       |       |
|  | Turkiet                 | 2             | Brasilien | 0 |                     |                     |  |  |       |       |
|  | 4 augusti               |               | Brasilien | 0 |                     |                     |  |  |       |       |
|  |                         | USA           | 3         |   |                     |                     |  |  |       |       |
|  | Serbien                 | USA           | 3         | 3 |                     |                     |  |  |       |       |
|  | Serbien                 | 6 augusti     |           | 3 |                     |                     |  |  |       |       |
|  | Italien                 | 0             |           |   |                     |                     |  |  |       |       |
|  | Italien                 | 0             | Serbien   | 0 |                     |                     |  |  |       |       |
|  | 4 augusti               |               | Serbien   | 0 |                     |                     |  |  |       |       |
|  |                         | USA           | 3         |   | Match om tredjepris | Match om tredjepris |  |  |       |       |
|  | Dominikanska republiken | USA           | 3         | 0 | Match om tredjepris | Match om tredjepris |  |  |       |       |
|  | Dominikanska republiken |               | 8 augusti | 0 |                     |                     |  |  |       |       |
|  | USA                     | 3             |           |   |                     |                     |  |  |       |       |
|  | USA                     | 3             | Sydkorea  | 0 |                     |                     |  |  |       |       |
|  |                         |               |           |   |                     |                     |  |  |       |       |
|  | Serbien                 | 3             |           |   |                     |                     |  |  |       |       |
|  | Serbien                 | 3             |           |   |                     |                     |  |  |       |       |

### Kvartsfinaler
| 4 augusti 2021 | Sydkorea                            | 3–2 | Turkiet | Ariake Arena, Tokyo |
| 4 augusti 2021 | (17–25, 25–17, 28–26, 18–25, 15–13) |     |         | Ariake Arena, Tokyo |

| 4 augusti 2021 | Dominikanska republiken | 0–3 | USA | Ariake Arena, Tokyo |
| 4 augusti 2021 | (11–25, 20–25, 19–25)   |     |     | Ariake Arena, Tokyo |

| 4 augusti 2021 | Serbien               | 3–0 | Italien | Ariake Arena, Tokyo |
| 4 augusti 2021 | (25–21, 25–14, 25–21) |     |         | Ariake Arena, Tokyo |

| 4 augusti 2021 | Brasilien                    | 3–1 | Ryssland | Ariake Arena, Tokyo |
| 4 augusti 2021 | (23–25, 25–21, 25–19, 25–22) |     |          | Ariake Arena, Tokyo |

### Semifinaler
Tandara Caixeta från Brasilien drog sig ur semifinalen p.g.a. ett positivt dopingtest för Enobosarm innan OS-turneringen.
| 6 augusti 2021 | Serbien               | 0–3 | USA | Ariake Arena, Tokyo |
| 6 augusti 2021 | (19–25, 15–25, 23–25) |     |     | Ariake Arena, Tokyo |

| 6 augusti 2021 | Brasilien             | 3–0 | Sydkorea | Ariake Arena, Tokyo |
| 6 augusti 2021 | (25–16, 25–16, 25–16) |     |          | Ariake Arena, Tokyo |

### Match om tredjepris
| 8 augusti 2021 | Sydkorea              | 0–3 | Serbien | Ariake Arena, Tokyo |
| 8 augusti 2021 | (18–25, 15–25, 15–25) |     |         | Ariake Arena, Tokyo |

### Final
| 8 augusti 2021 | Brasilien             | 0–3 | USA | Ariake Arena, Tokyo |
| 8 augusti 2021 | (21–25, 20–25, 14–25) |     |     | Ariake Arena, Tokyo |

## Statistik
Bara spelare vars lag spelade semifinaler är rankade.
| Rank | Namn                     | Bollpoäng |
| ---- | ------------------------ | --------- |
| 1    | Tijana Bošković          | 192       |
| 2    | Kim Yeon-koung           | 136       |
| 3    | Fernanda Garay           | 120       |
| 4    | Gabriela Guimarães       | 106       |
| 5    | Jordan Larson            | 91        |
| 5    | Michelle Bartsch-Hackley | 91        |

| Rank | Namn               | %Eff  |
| ---- | ------------------ | ----- |
| 1    | Fernanda Garay     | 41.40 |
| 2    | Tijana Bošković    | 36.42 |
| 3    | Andrea Drews       | 34.94 |
| 4    | Kim Yeon-koung     | 31.99 |
| 5    | Gabriela Guimarães | 27.35 |

| Rank | Namn                  | Snitt |
| ---- | --------------------- | ----- |
| 1    | Ana Carolina da Silva | 0.82  |
| 2    | Carol Gattaz          | 0.79  |
| 3    | Foluke Akinradewo     | 0.75  |
| 4    | Mina Popović          | 0.72  |
| 5    | Haleigh Washington    | 0.71  |

| Rank | Namn            | Snitt |
| ---- | --------------- | ----- |
| 1    | Tijana Bošković | 0.48  |
| 2    | Maja Ognjenović | 0.28  |
| 2    | Bianka Buša     | 0.28  |
| 4    | Yeum Hye-seon   | 0.27  |
| 5    | Carol Gattaz    | 0.25  |

| Rank | Namn                 | Snitt |
| ---- | -------------------- | ----- |
| 1    | Oh Ji-young          | 3.10  |
| 2    | Justine Wong-Orantes | 2.93  |
| 2    | Camila Brait         | 2.93  |
| 4    | Kim Yeon-koung       | 2.77  |
| 5    | Silvija Popović      | 2.44  |

| Rank | Namn            | Snitt |
| ---- | --------------- | ----- |
| 1    | Maja Ognjenović | 9.76  |
| 2    | Jordyn Poulter  | 8.82  |
| 3    | Yeum Hye-seon   | 7.43  |
| 4    | Macris Carneiro | 6.54  |
| 5    | Roberta Ratzke  | 5.43  |

| Rank | Namn                     | %Succ |
| ---- | ------------------------ | ----- |
| 1    | Justine Wong-Orantes     | 74.45 |
| 2    | Gabriela Guimarães       | 71.13 |
| 3    | Michelle Bartsch-Hackley | 70.59 |
| 4    | Jordan Larson            | 68.35 |
| 5    | Bojana Milenković        | 67.43 |

## Slutplacering
| Rank | Team                    |
| ---- | ----------------------- |
|      | USA                     |
|      | Brasilien               |
|      | Serbien                 |
| 4    | Sydkorea                |
| 5    | Turkiet                 |
| 6    | Italien                 |
| 7    | Ryssland                |
| 8    | Dominikanska republiken |
| 9    | Kina                    |
| 10   | Japan                   |
| 11   | Argentina               |
| 12   | Kenya                   |

| Olympiska mästare 2020 |
| ---------------------- |
| USA                    |

| Spelartrupp |
| Micha Hancock, Jordyn Poulter, Justine Wong-Orantes (L), Jordan Larson (c), Annie Drews, Jordan Thompson, Michelle Bartsch-Hackley, Kim Hill, Foluke Akinradewo, Haleigh Washington, Kelsey Robinson, Chiaka Ogbogu |
| Förbundskapten |
| Karch Kiraly |

## Medaljörer
| Guld | Silver | Brons |
| USAMicha Hancock Jordyn Poulter Justine Wong-Orantes (l) Jordan Larson (k) Annie Drews Jordan Thompson Michelle Bartsch-Hackley Kim Hill Foluke Akinradewo Haleigh Washington Kelsey Robinson Chiaka Ogbogu Förbundskapten: Karch Kiraly | BrasilienCarol Gattaz Rosamaria Montibeller Macris Carneiro Roberta Ratzke Gabriela Guimarães Tandara Caixeta Natália Pereira (k) Ana Carolina da Silva Fe Garay Ana Cristina de Souza Camila Brait (l) Ana Beatriz Corrêa Förbundskapten: Zé Roberto | SerbienBianka Buša Mina Popović Slađana Mirković Brankica Mihajlović Maja Ognjenović (k) Ana Bjelica Maja Aleksić Milena Rašić Silvija Popović (l) Tijana Bošković Bojana Milenković Jelena Blagojević Förbundskapten: Zoran Terzić |

## Individuella utmärkelser
Utmärkelserna tillkännagavs 8 augusti 2021.
| Position                | Spelare                  |
| ----------------------- | ------------------------ |
| Mest värdefulla spelare | Jordan Larson            |
| Passare                 | Jordyn Poulter           |
| Högerspiker             | Jordan Larson            |
| Högerspiker             | Michelle Bartsch-Hackley |
| Centrar                 | Haleigh Washington       |
| Centrar                 | Carol Gattaz             |
| Vänsterspiker           | Tijana Bošković          |
| Libero                  | Justine Wong-Orantes     |